# Clé: Levanter
Clé: Levanter (стилизовано как Clé : LEVANTER) — пятый мини-альбом южнокорейского бой-бэнда Stray Kids на корейском языке, выпущенный лейблом JYP Entertainment 9 декабря 2019 года.
Изначально мини-альбом должен быть выпущен 25 ноября 2019 года, однако в связи с уходом Уджина из группы выпуск альбома был перенесён на две недели позже. В это время остальным участникам пришлось перезаписать песни без голоса Уджина, а также перестраивать хореографию незадолго до выпуска.

## Предыстория
В половине октября, после успеха сингла «Double Knot», лейбл JYP Entertainment объявил, что Stray Kids проведут концерт в Олимпийском зале в Сеуле с 23 по 24 ноября, а их предстоящий мини-альбом Clé: Levanter запланирован к выпуску 25 ноября.
После того, как 27 октября было объявлено об уходе Уджина, дата релиза была перенесена на декабрь. Концепт-тизеры были выпущены 27 ноября, тизеры музыкального видео — 6 и 7 декабря, а полный выпуск клипа — 9 декабря.

## Коммерческий успех
Clé: Levanter стал значительным успехом для группы, проявив себя как в коммерческом плане, так и в музыкальном. Альбом дебютировал на первой позиции в чарте Circle Album Chart, где удерживал лидерство в течение двух недель подряд. В декабрьском выпуске Gaon Monthly Album Chart мини-альбом занял второе место по объёму продаж, достигнув отметки в 182 300 проданных копий. Кроме того, в итоговом чарте Gaon Year-End Album Chart за 2019 год альбом занял 30-е место, что сделало его самым продаваемым альбомом группы в этом году.

## Список композиций
| №                   | Название               | Текст песни                                | Музыка                                                       | Arrangement             | Длительность |
| ------------------- | ---------------------- | ------------------------------------------ | ------------------------------------------------------------ | ----------------------- | ------------ |
| 1.                  | «Stop»                 | Пан Чхан Чханбин Хан                       | Пан Чхан Чханбин Хан Мэтью Тишлер Эндрю Андерберг Бухта Краш | Мэтью Тишлер Бухта Краш | 3:10         |
| 2.                  | «Double Knot»          | Пан Чхан Чханбин Хан                       | Пан Чхан Чханбин Хан Ник Ферлонг Дэллас-Кей                  | Дэллас-Кей Пан Чхан     | 3:10         |
| 3.                  | «Levanter» (кор. 바람) | Пан Чхан Чханбин Хан Пак Чинён Херз Аналог | Пан Чхан Чханбин Хан Хон Джисан                              | Хон Джисан              | 3:16         |
| 4.                  | «Booster»              | Пан Чхан Чханбин Хан                       | Christian Fast Хенрик Норденбак Альбин Нордквист             | Хенрик Норденбек        | 3:41         |
| 5.                  | «Astronaut»            | Пан Чхан Чханбин Хан                       | Пан Чхан Чханбин Хан Лоренцо Кози YK Koi                     | Лоренцо Кози YK Koi     | 2:59         |
| 6.                  | «Sunshine»             | Хан                                        | Хан Николас Ли Джошуа Вэй                                    | Николас Ли Джошуа Вэй   | 3:42         |
| 7.                  | «You Can Stay»         | Пан Чхан Чханбин Хан                       | Пан Чхан Чханбин Хан Cook Classics                           | Cook Classics           | 3:28         |
| Общая длительность: | Общая длительность:    | Общая длительность:                        | Общая длительность:                                          | Общая длительность:     | 23:25        |

## Чарты
| Чарт (2019—2021)                         | Высшая позиция |
| ---------------------------------------- | -------------- |
| Бельгия/Валлония (Ultratop)              | 138            |
| Бельгия/Фландрия (Ultratop)              | 132            |
| Великобритания (UK Digital Albums Chart) | 86             |
| Венгрия (MAHASZ)                         | 15             |
| Испания (PROMUSICAE)                     | 85             |
| Республика Корея (Circle Album Chart)    | 1              |
| США (Billboard Top Heatseekers Albums)   | 18             |
| США (Billboard World Albums)             | 9              |
| Япония (Billboard Japan Download Albums) | 67             |
| Япония (Oricon Combined Albums)          | 20             |
| Япония (Oricon)                          | 17             |

| Чарт (2019)                           | Высшая позиция |
| ------------------------------------- | -------------- |
| Венгрия (Mahasz)                      | 79             |
| Республика Корея (Circle Album Chart) | 30             |

## Сертификации
| Регион                                                      | Сертификация | Продажи  |
| ----------------------------------------------------------- | ------------ | -------- |
| Республика Корея (KMCA)                                     | Платиновый   | 250 000^ |
| ^ Данные о тиражах приведены только на основе сертификации. |              |          |

## Награды и номинации
| Песня      | Программа   | Дата            | Итог   | Источник |
| ---------- | ----------- | --------------- | ------ | -------- |
| «Levanter» | M Countdown | 19 декабря 2019 | Победа | [ 18 ]   |